# Patrimoni dell'umanità d'Italia
I patrimoni dell'umanità d'Italia sono i siti dichiarati dall'UNESCO come patrimonio dell'umanità in Italia, la quale è divenuta parte contraente della convenzione sul patrimonio dell'umanità il 23 giugno 1978. Il primo sito italiano fu iscritto nella lista nel 1979, durante la terza sessione del comitato del patrimonio mondiale.
Al 2025 i siti iscritti nella lista dei patrimoni dell'umanità sono 61, mentre le candidature per nuove iscrizioni sono 31. 55 siti sono di tipo culturale e 6 di tipo naturale; 7 di essi sono parte di siti transnazionali. Ciò rende l'Italia sia il Paese con il maggior numero di patrimoni di tipo culturale, sia quello con il maggior numero di patrimoni in assoluto.

## Lista dei patrimoni
Segue l'elenco dei siti; l'ordine predefinito è quello alfabetico, ma la tabella è ordinabile altresì in base ad altri criteri (quali regione di appartenenza, anno di ammissione e superficie dell'area protetta).
     * Sito condiviso da più Stati (transfrontaliero o seriale)
| #  | Sito | Fotografia | Localizzazione                                                                                 | Superficie in ettari                  | Tipo e criteri di selezione                 | Anno di ammissione | Descrizione | Scheda UNESCO |
| -- | --- | ---------- | ---------------------------------------------------------------------------------------------- | ------------------------------------- | ------------------------------------------- | ------------------ | --- | ------------- |
| 25 | Area archeologica di Agrigento                                                                                   |            | Sicilia, Agrigento 37°17′23″N 13°35′36″E                                                       | 934 ha zona tampone 1869 ha           | Culturale (i), (ii), (iii), (iv)            | 1997               | Fondata come colonia greca nel VI secolo a.C., Agrigento divenne una delle principali città del mondo mediterraneo. La sua supremazia e gloria sono dimostrate dai resti dei magnifici templi dorici che dominano la città antica, gran parte della quale giace ancora intatta al di sotto di campi e frutteti. Le aree oggetto di scavi gettano luce sulla successiva città ellenistica e romana e sulle pratiche funerarie degli abitanti paleocristiani. | 831           |
| 28 | Area archeologica e basilica patriarcale di Aquileia                                                             |            | Friuli-Venezia Giulia, Aquileia (UD) 45°46′06″N 13°22′03″E                                     | 155 ha zona tampone 245,09 ha         | Culturale (iii), (iv), (vi)                 | 1998               | Aquileia in Friuli-Venezia Giulia, una delle più grandi e ricche città dell'alto Impero romano, fu distrutta da Attila alla metà del V secolo. Gran parte di essa si trova ancora non scavata al di sotto di campi coltivati e pertanto costituisce la riserva archeologica più grande nel suo genere. La basilica patriarcale, edificio straordinario con un eccezionale pavimento a mosaico, svolse un ruolo chiave nell'evangelizzazione di una vasta area dell'Europa centrale. | 825           |
| 23 | Aree archeologiche di Pompei, Ercolano e Torre Annunziata                                                        |            | Campania, Provincia di Napoli 40°45′00″N 14°29′00″E                                            | 98 ha zona tampone 24 ha              | Culturale (iii), (iv), (v)                  | 1997               | Quando nel 79 d.C. il Vesuvio eruttò, seppellì le due fiorenti città romane di Pompei ed Ercolano e le numerose ville dell'area; sono state scavate e rese accessibili sin dalla metà del XVIII secolo. La vasta estensione di Pompei, centro di commercio, si affianca ai resti più piccoli ma meglio conservati di Ercolano, centro di villeggiatura, mentre le superbe pitture murarie di Oplontis a Torre Annunziata offrono una vivida impressione dell'opulento stile di vita di cui godevano i cittadini più ricchi dell'alto Impero romano. | 829           |
| 33 | Assisi, la basilica di San Francesco e altri siti francescani                                                    |            | Umbria, Assisi (PG) 43°03′58″N 12°37′21″E                                                      | 14563 ha zona tampone 4087 ha         | Culturale (i), (ii), (iii), (iv), (vi)      | 2000               | Assisi, cittadina medievale su un colle, è il luogo di nascita di San Francesco ed è strettamente associata all'operato dell'Ordine francescano. I suoi capolavori di arte medievale, come la Basilica di San Francesco e i dipinti di Cimabue, Pietro Lorenzetti, Simone Martini e Giotto, hanno reso Assisi un punto di riferimento fondamentale per lo sviluppo dell'arte e dell'architettura italiane ed europee. | 990           |
| 59 | Carsismo e grotte evaporitiche dell'Appennino settentrionale                                                     |            | Emilia-Romagna, province di Bologna, Reggio Emilia, Ravenna, Rimini 45°22′47.8″N 10°23′20.1″E  | 3680 ha zona tampone 8348 ha          | Naturale (viii)                             | 2023               | Il sito seriale è un terreno carsico epigenico in gesso, insolitamente vasto e ben conservato. Include un'alta densità di caverne: oltre 900 grotte in una zona relativamente piccola, per un'estensione totale di oltre 100 km. È il sito carsico studiato meglio e più a lungo al mondo: i primi studi risalgono al XVI secolo. Comprende anche alcune delle più profonde grotte in gesso esistenti, che raggiungono i 265 metri sotto la superficie. | 1692          |
| 14 | Castel del Monte                                                                                                 |            | Puglia, Andria 41°05′05″N 16°16′15.4″E                                                         | 3,10 ha zona tampone 10847 ha         | Culturale (i), (ii), (iii)                  | 1996               | Quando nel XIII secolo l'imperatore Federico II costruì questo castello presso Bari, lo dotò di importanza simbolica, come è evidente dalla posizione, dalla precisione matematica e astronomica della pianta e dalla sua forma perfettamente regolare. Opera unica dell'architettura militare del medioevo, Castel del Monte è un felice connubio di elementi tratti da antichità classica, oriente islamico e gotico cistercense del Nord Europa. | 398           |
| 22 | Cattedrale, Torre Civica e Piazza Grande, Modena                                                                 |            | Emilia-Romagna, Modena 44°38′46″N 10°55′32″E                                                   | 1,20 ha zona tampone 1,10 ha          | Culturale (i), (ii), (iii), (iv)            | 1997               | La magnifica cattedrale di Modena, risalente al XII secolo e opera di due grandi artisti (Lanfranco e Wiligelmo), è un supremo esempio dell'alta arte romanica. Assieme alla piazza e allo svettante campanile, testimonia la fede dei suoi artefici e la potenza dei suoi committenti, la dinastia dei Canossa. | 827           |
| 4  | Centro storico di Firenze                                                                                        |            | Toscana, Firenze 43°46′23″N 11°15′22″E                                                         | 505 ha zona tampone 10480 ha          | Culturale (i), (ii), (iii), (iv), (vi)      | 1982               | Costruita sul sito di un precedente insediamento etrusco, Firenze, simbolo del Rinascimento, raggiunse preminenza economica e culturale nei secoli XV e XVI, sotto i Medici. I suoi 600 anni di straordinaria fioritura artistica sono visibili soprattutto nella cattedrale del XIII secolo (Santa Maria del Fiore), nella Chiesa di Santa Croce, negli Uffizi e in Palazzo Pitti, con opere di grandi maestri come Giotto, Brunelleschi, Botticelli e Michelangelo. | 174           |
| 11 | Centro storico di Napoli                                                                                         |            | Campania, Napoli 40°51′05″N 14°15′46″E                                                         | 1021 ha zona tampone 1350 ha          | Culturale (ii), (iv)                        | 1995               | Dalla Neapolis fondata da coloni greci nel 470 a.C. fino alla città odierna, Napoli ha mantenuto l'impronta delle successive culture sviluppatesi in Europa e nel bacino del Mediterraneo. Questo la rende un sito unico con un'abbondanza di monumenti straordinari, come la Chiesa di Santa Chiara e il Castel Nuovo. | 726           |
| 2  | Centro storico di Roma, le proprietà extraterritoriali della Santa Sede e la basilica di San Paolo fuori le mura |            | Lazio, Roma; sito transfrontaliero con la Città del Vaticano 41°53′25″N 12°29′32″E             | 1485 ha                               | Culturale (i), (ii), (iii), (iv), (vi)      | 1980               | Fondata, secondo la leggenda, da Romolo e Remo nel 753 a.C., Roma fu il centro della Repubblica romana prima e dell'Impero romano poi, e nel IV secolo divenne la capitale del mondo cristiano. Il sito patrimonio dell'umanità, esteso nel 1990 alle mura di Urbano VIII, include alcuni dei principali monumenti dell'antichità, come i Fori, il Mausoleo di Augusto, il Mausoleo di Adriano, il Pantheon, la Colonna Traiana e la Colonna di Marco Aurelio, oltre agli edifici religiosi e pubblici della Roma papale. | 91            |
| 17 | Centro storico di Pienza                                                                                         |            | Toscana, Pienza (SI) 43°04′37″N 11°40′43″E                                                     | 4,41 ha                               | Culturale (i), (ii), (iv)                   | 1996               | Fu in questa cittadina toscana che le teorie di urbanistica rinascimentale furono messe in pratica per la prima volta, quando nel 1459 papa Pio II decise di trasformare l'aspetto del suo paese natìo. Scelse l'architetto Bernardo Rossellino, il quale applicò i princìpi del suo mentore Leon Battista Alberti. Questa nuova visione dello spazio urbano si concretizzò nella splendida piazza conosciuta come Piazza Pio II e negli edifici che la circondano: il Palazzo Piccolomini, il Palazzo Borgia e la cattedrale, con un esterno puramente rinascimentale e un interno nello stile tardo gotico del sud della Germania. | 789           |
| 7  | Centro storico di San Gimignano                                                                                  |            | Toscana, San Gimignano (SI) 43°28′05″N 11°02′30″E                                              | 14 ha                                 | Culturale (i), (iii), (iv)                  | 1990               | "San Gimignano delle belle torri" si trova in Toscana, 56 km a sud di Firenze. Svolse la funzione di importante punto di sosta per i pellegrini della Via Francigena diretti a Roma o di ritorno. Le famiglie patrizie che controllavano la città costruirono circa 72 case-torri (alcune alte fino a 50 m) come simboli della loro ricchezza e potenza. Benché ne siano sopravvissute solo 14, San Gimignano ha mantenuto la sua atmosfera e aspetto feudali. La cittadina ospita anche diversi capolavori dell'arte italiana del XIV e XV secolo. | 550           |
| 10 | Centro storico di Siena                                                                                          |            | Toscana, Siena 43°19′07″N 11°19′54″E                                                           | 170 ha zona tampone 9907 ha           | Culturale (i), (ii), (iv)                   | 1995               | Siena è l'epitome della città medievale. I suoi abitanti perseguirono la loro rivalità con Firenze finanche nell'ambito della pianificazione urbana. Nel corso dei secoli preservarono l'aspetto gotico della città, acquisito tra il XII e il XV secolo. In questo periodo l'opera di Duccio, dei fratelli Lorenzetti e di Simone Martini influenzò il corso dell'arte italiana e più in generale europea. L'intera città di Siena, costruita attorno a Piazza del Campo, fu concepita come un'opera d'arte che si integra nel paesaggio circostante. | 717           |
| 29 | Centro storico di Urbino                                                                                         |            | Marche, Urbino 43°43′30″N 12°38′00″E                                                           | 29 ha zona tampone 3609 ha            | Culturale (ii), (iv)                        | 1998               | La piccola città collinare di Urbino, nelle Marche, visse un grande fiorire culturale nel XV secolo, attirando artisti e studiosi da tutta Italia e dall'estero, influenzando gli sviluppi culturali anche in altre parti d'Europa. A causa della sua stasi economica e culturale successiva al XVI secolo, ha preservato in modo notevole il suo aspetto rinascimentale. | 828           |
| 3  | Chiesa e convento domenicano di Santa Maria delle Grazie con l'Ultima cena di Leonardo da Vinci                  |            | Lombardia, Milano 45°27′57″N 9°10′14″E                                                         | 1,50 ha                               | Culturale (i), (ii)                         | 1980               | Il refettorio del Convento di Santa Maria delle Grazie è parte integrante di questo complesso architettonico, iniziato a Milano nel 1463 e rielaborato da Bramante sul finire del XV secolo. Sulla parete nord si trova l'Ultima cena, ineguagliabile capolavoro dipinto tra il 1495 e il 1497 da Leonardo da Vinci, il cui operato avrebbe segnato l'inizio di una nuova era nella storia dell'arte. | 93            |
| 57 | Cicli di affreschi del XIV secolo di Padova                                                                      |            | Veneto, Padova 45°24′42″N 11°52′46″E                                                           | 19,96 ha zona tampone 530 ha          | Culturale (ii)                              | 2021               | Questo sito è costituito da otto complessi edilizi sia religiosi sia laici, all'interno della storica città murata di Padova, che ospitano una selezione di cicli di affreschi dipinti tra il 1302 e il 1397 da diversi artisti per diversi tipi di committenti e all'interno di edifici con varie funzioni; ciononostante, gli affreschi mantengono un'unità di stile e contenuto. Includono il ciclo di affreschi della Cappella Scrovegni di Giotto, considerato l'inizio di uno sviluppo rivoluzionario nella storia della pittura murale, così come altri cicli di affreschi di artisti diversi, tra cui Guariento di Arpo, Giusto de' Menabuoi, Altichiero da Zevio, Jacopo Avanzi e Jacopo da Verona. Nel complesso questi cicli di affreschi illustrano come l'arte dell'affresco si sia sviluppata nel corso di un secolo, seguendo un nuovo impeto creativo e una nuova comprensione della rappresentazione dello spazio. |               |
| 32 | Città di Verona                                                                                                  |            | Veneto, Verona 45°26′19″N 10°59′38″E                                                           | 453 ha zona tampone 431 ha            | Culturale (ii), (iv)                        | 2000               | La storica città di Verona fu fondata nel I secolo a.C. Fiorì in particolare sotto il dominio della famiglia degli Scaligeri nel XIII e XIV secolo, e come parte della Repubblica di Venezia dal XV al XVIII secolo. Verona ha conservato un notevole numero di monumenti risalenti all'antichità, al periodo medievale e rinascimentale, e rappresenta un eccezionale esempio di fortezza militare. | 797           |
| 9  | Città di Vicenza e le ville palladiane del Veneto                                                                |            | Veneto 45°32′57″N 11°32′58″E                                                                   | 334 ha                                | Culturale (i), (ii)                         | 1994               | Fondata nel II secolo a.C. nel nord Italia, Vicenza prosperò sotto il dominio veneziano dal primo XV secolo fino alla fine del XVIII secolo. L'opera di Andrea Palladio (1508–80), basata sullo studio dettagliato dell'architettura romana classica, conferisce alla città un aspetto unico. Gli edifici urbani di Palladio, così come le sue ville, sparse per la regione del Veneto, hanno avuto un'influenza decisiva nello sviluppo dell'architettura. Il suo lavoro ha ispirato un particolare stile architettonico conosciuto come palladiano, che si è diffuso in Inghilterra e in altri Paesi europei, oltre che in Nord America. | 712           |
| 36 | Città tardo barocche del Val di Noto                                                                             |            | Sicilia, Province di Catania, Ragusa e Siracusa 36°53′35.5″N 15°04′08″E                        | 113 ha zona tampone 306 ha            | Culturale (i), (ii), (iv), (v)              | 2002               | Le otto città nella Sicilia sud-orientale, Caltagirone, Militello in Val di Catania, Catania, Modica, Noto, Palazzolo Acreide, Ragusa e Scicli, furono tutte ricostruite dopo il 1693 al di sopra o al fianco dei centri esistenti al momento del terremoto che si verificò in quell'anno. Rappresentano una notevole realizzazione collettiva, eseguita a un alto livello di eccellenza architettonica e artistica. Attenendosi allo stile tardo barocco dell'epoca, mostrano anche peculiari innovazioni nella pianificazione ed edificazione urbana. | 1024          |
| 24 | Costiera amalfitana                                                                                              |            | Campania, Provincia di Salerno 40°39′00″N 14°36′00″E                                           | 11231 ha                              | Culturale (ii), (iv), (v)                   | 1997               | La Costiera amalfitana è un'area di grande bellezza fisica e varietà naturale. Fu abitata in maniera intensiva da comunità umane sin dall'alto medioevo. Vi si trovano varie cittadine, come Amalfi e Ravello, con opere architettoniche e artistiche di grande importanza. Le zone rurali mostrano la versatilità degli abitanti nell'adattare il loro uso dei terreni alla natura variegata del territorio, che va dai vigneti e frutteti terrazzati sulle pendici più basse, a vasti pascoli in alta quota. | 830           |
| 12 | Crespi d'Adda |            | Lombardia, Capriate San Gervasio (BG) 45°35′36″N 9°32′18″E                                     | 64 ha                                 | Culturale (iv), (v)                         | 1995               | Crespi d'Adda, a Capriate San Gervasio in Lombardia, è un eccezionale esempio delle "città aziendali" del XIX e dell'inizio del XX secolo, costruite in Europa e Nord America da imprenditori illuminati per soddisfare le esigenze dei lavoratori. Il sito è ancora notevolmente intatto ed è parzialmente utilizzato per scopi industriali, sebbene le mutate condizioni economiche e sociali ne minaccino la sopravvivenza. | 730           |
| 13 | Ferrara, città del Rinascimento, e il suo delta del Po                                                           |            | Emilia-Romagna, Provincia di Ferrara 44°50′16″N 11°37′10″E                                     | 46712 ha zona tampone 117649 ha       | Culturale (ii), (iii), (iv), (v), (vi)      | 1995               | Ferrara, che si sviluppò attorno a un punto di guado sul fiume Po, divenne un centro intellettuale e artistico che attirò le più grandi menti del Rinascimento italiano nei secoli XV e XVI. Qui Piero della Francesca, Jacopo Bellini e Andrea Mantegna adornarono i palazzi della casa d'Este. Il concetto umanista di "città ideale" prese vita nei quartieri qui costruiti da Biagio Rossetti dal 1492 in poi secondo i nuovi principi della prospettiva. Il completamento di questo progetto segnò la nascita della moderna pianificazione urbana e ne influenzò il successivo sviluppo. | 733           |
| 42 | Ferrovia Retica nei paesaggi dell'Albula e del Bernina                                                           |            | Lombardia, Tirano (SO); sito transfrontaliero con la Svizzera 46°29′54″N 9°50′47″E             | 152 ha zona tampone 109386 ha         | Culturale (ii), (iv)                        | 2008               | "Ferrovia Retica nei paesaggi dell'Albula e del Bernina" riunisce due ferrovie storiche che attraversano le Alpi svizzere attraverso due passi. Inaugurata nel 1904, la ferrovia dell'Albula è lunga 67 km. Presenta un impressionante insieme di strutture, tra cui 42 tra tunnel e gallerie coperte e 144 tra viadotti e ponti. La ferrovia del Bernina, lunga 61 km, presenta 13 tra tunnel e gallerie e 52 tra viadotti e ponti. Il sito è esemplare per l'uso della ferrovia nel superare l'isolamento degli insediamenti nelle Alpi centrali agli inizi del XX secolo, con un significativo e duraturo impatto sulla vita in montagna. Costituisce un eccezionale complesso tecnico, architettonico e ambientale e incarna conquiste architettoniche e di ingegneria civile in armonia con i paesaggi attraversati. | 1276          |
| 52 | Faggete primordiali dei Carpazi e di altre regioni d'Europa                                                      |            | 13 beni in 6 regioni; sito seriale condiviso con altri 17 Stati 49°00′35″N 22°20′20″E          | 98124,96 ha zona tampone 249716,32 ha | Naturale (ix)                               | 2017               | Questo sito transnazionale include 93 componenti in 18 Paesi. Dalla fine dell'ultima era glaciale, il faggio europeo si è diffuso da alcune isolate aree rifugio su Alpi, Carpazi, Alpi Dinariche e Pirenei in un periodo di poche migliaia di anni, in un processo che è ancora in corso. La riuscita espansione in tutto un continente è legata all'adattabilità dell'albero e alla sua tolleranza a diverse condizioni climatiche, geografiche e fisiche. | 1133          |
| 56 | Grandi città termali d'Europa                                                                                    |            | Toscana, Montecatini Terme (PT); sito seriale condiviso con altri 6 Stati 50°29′32″N 5°52′01″E | 114 ha zona tampone 341 ha            | Culturale (ii), (iii)                       | 2021               | Questo sito transnazionale comprende undici città termali, situate in sette Paesi europei: Baden bei Wien (Austria); Spa (Belgio); Františkovy Lázně, Karlovy Vary, Mariánské Lázně (Repubblica Ceca); Vichy (Francia); Bad Ems, Baden-Baden, Bad Kissingen (Germania); Montecatini Terme (Italia); Bath (Regno Unito). Tutte queste località si sono sviluppate attorno a sorgenti naturali di acque minerali. Testimoniano la cultura termale internazionale che si è sviluppata in Europa dall'inizio del XVIII secolo agli anni 1930, portando all'emergere di grandi stabilimenti internazionali che hanno influenzato la tipologia urbana attorno a complessi di edifici termali come bagni, Kurhaus e Kursaal (edifici e sale dedicate alla terapia), aree rinfresco, colonnati e gallerie progettati per convogliare le risorse naturali delle acque minerali e per consentire il loro utilizzo pratico: berne o bagnarvisi. Le strutture correlate includono giardini, sale d'assemblea, casinò, teatri, hotel e ville, nonché infrastrutture di supporto specifiche per terme. Questi complessi sono tutti integrati in un contesto urbano complessivo che comprende un accurato ambiente ricreativo e terapeutico in un paesaggio pittoresco. Nel loro insieme questi siti incarnano il significativo scambio di valori umani e gli sviluppi nei campi di medicina, scienza e balneologia. | 1613          |
| 58 | I portici di Bologna                                                                                             |            | Emilia-Romagna, Bologna 44°29′29″N 11°19′58″E                                                  | 52,18 ha zona tampone 1125,62 ha      | Culturale (iv)                              | 2021               | Il sito seriale comprende dodici componenti, costituite da gruppi di portici e dalle loro aree circostanti, site nel Comune di Bologna ed eretti dal XII secolo ad oggi. Questi gruppi sono considerati i più rappresentativi dei portici della città, che coprono un'estensione totale di 62 km. Alcuni dei portici sono costruiti in legno, altri in pietra o mattoni, così come in cemento armato, e coprono strade, piazze, sentieri e passerelle, su uno o anche due lati delle vie. Il sito include edifici porticati che non formano un continuum strutturale con altri edifici e pertanto non sono parte di un complessivo passaggio o camminamento coperto. I portici sono apprezzati come camminamenti riparati e luoghi eccellenti per attività commerciali. Nel XX secolo l'uso del cemento permise di sostituire i tradizionali portici a volta con nuove possibilità costruttive ed emerse un nuovo linguaggio architettonico, come esemplificato nel quartiere Barca. Nel loro insieme i portici selezionati riflettono diverse tipologie, funzioni urbane e sociali e fasi cronologiche. Definiti come proprietà privata per uso pubblico, i portici sono diventati un'espressione e un elemento dell'identità urbana di Bologna. | 1650          |
| 8  | I Sassi e il parco delle chiese rupestri di Matera                                                               |            | Basilicata, Matera 40°39′59″N 16°36′37″E                                                       | 1016 ha zona tampone 4365 ha          | Culturale (iii), (iv), (v)                  | 1993               | Si tratta dell'esempio più notevole e intatto di insediamento rupestre nell'area mediterranea, perfettamente adattato al suo terreno e ecosistema. La prima zona abitata risale al paleolitico, mentre gli insediamenti successivi illustrano numerosi stadi significativi nella storia dell'umanità. | 670           |
| 15 | I trulli di Alberobello                                                                                          |            | Puglia, Alberobello (BA) 40°46′57″N 17°14′13″E                                                 | 11 ha                                 | Culturale (iii), (iv), (v)                  | 1996               | I trulli, abitazioni di pietra calcarea tipiche della Puglia, sono esempi straordinari di costruzione a secco (senza malta), tecnica edilizia preistorica ancora in uso in questa regione. I trulli sono realizzati con blocchi di calcare raccolti dai campi circostanti e lavorati grezzamente. Presentano caratteristici tetti piramidali, a cupola o conici, costruiti con lastre di calcare a sbalzo. | 787           |
| 1  | Incisioni rupestri della Val Camonica                                                                            |            | Lombardia, Provincia di Brescia 45°57′25″N 10°17′50″E                                          | 432 ha zona tampone 1018 ha           | Culturale (iii), (vi)                       | 1979               | La Val Camonica, situata nella pianura lombarda, possiede uno dei più grandi insieme di petroglifi preistorici al mondo: oltre 140.000 simboli e figure incisi nella roccia nel corso di 8.000 anni raffigurano temi legati all'agricoltura, alla navigazione, alla guerra e alla magia. | 94            |
| 34 | Isole Eolie |            | Sicilia, Provincia di Messina 38°29′16″N 14°56′44″E                                            | 1216 ha                               | Naturale (viii)                             | 2000               | Le Isole Eolie offrono un'eccezionale documentazione di formazione e distruzione di isole vulcaniche, nonché di fenomeni vulcanici in corso. Studiate almeno dal XVIII secolo, le isole hanno fornito alla scienza della vulcanologia esempi di due tipi di eruzione (vulcaniana e stromboliana) e hanno quindi avuto un ruolo di rilievo nella formazione dei geologi per oltre 200 anni. Ancora oggi il sito continua a rimpinguare gli studi di vulcanologia. | 908           |
| 54 | Ivrea, città industriale del XX secolo                                                                           |            | Piemonte, Ivrea (TO) 45°28′00″N 7°53′00″E                                                      | 71,185 ha zona tampone 400,481 ha     | Culturale (iv)                              | 2018               | La città industriale di Ivrea, in Piemonte, si sviluppò grazie alla Olivetti, azienda produttrice di macchine da scrivere, calcolatrici meccaniche e computer per ufficio. Comprende una grande manifattura, edifici progettati per servire a scopi sociali e amministrativi, unità residenziali. Progettato dai principali urbanisti e architetti italiani perlopiù tra gli anni 1930 e '60, il complesso architettonico riflette le idee del Movimento Comunità. Progetto sociale modello, Ivrea esprime una visione moderna del rapporto tra produzione industriale e architettura. | 1538          |
| 55 | Le colline del Prosecco di Conegliano e Valdobbiadene                                                            |            | Veneto, Provincia di Treviso 45°53′12″N 12°17′50″E                                             | 20334,02 ha zona tampone 43988,2 ha   | Culturale (v)                               | 2019               | Ubicato nell'Italia nord-orientale, il sito include parte del paesaggio vitivinicolo dell'area di produzione del Prosecco. Il paesaggio è caratterizzato da colline lunghe e ripide, "ciglioni" (piccoli appezzamenti di viti su ripide terrazze erbose), boschi, paesini e aree agricole. Per secoli, questo terreno impervio è stato modellato e adattato dall'uomo. Sin dal XVII secolo, l'uso dei "ciglioni" ha creato un particolare paesaggio a scacchiera, costituito da filari di viti paralleli e perpendicolari ai pendii. Nel XIX secolo, la tecnica di potatura delle viti detta "bellussera" ha contribuito alle caratteristiche estetiche del paesaggio. | 1571          |
| 44 | Le Dolomiti |            | 3 regioni 46°36′47″N 12°09′47″E                                                                | 141903 ha zona tampone 89267 ha       | Naturale (vii), (viii)                      | 2009               | Il sito delle Dolomiti comprende una catena montuosa alpina in Nord Italia, per un totale di 18 vette che superano i 3.000 metri e coprono 141.903 ettari. Presenta alcuni dei più bei paesaggi montani del mondo, con pareti verticali, picchi a strapiombo e un'alta densità di valli strette, profonde e lunghe. È un patrimonio seriale di nove aree che presenta una varietà di paesaggi spettacolari di rilevanza internazionale per la geomorfologia, caratterizzati da guglie, pinnacoli e pareti rocciose. Il sito contiene anche forme di erosione glaciali e sistemi carsici. È contraddistinto da processi dinamici, con frequenti frane, inondazioni e valanghe. Il patrimonio presenta inoltre uno dei migliori esempi di conservazione dei sistemi di piattaforma carbonatica mesozoica, con resti fossili. | 1237          |
| 41 | Le Strade Nuove e il sistema dei palazzi dei Rolli di Genova                                                     |            | Liguria, Genova 44°24′44″N 8°55′52″E                                                           | 16 ha zona tampone 113 ha             | Culturale (ii), (iv)                        | 2006               | "Le Strade Nuove e il sistema dei palazzi dei Rolli" nel centro storico di Genova risalgono al tardo XVI e primo XVII secolo, quando la Repubblica di Genova era all'apice del potere finanziario e marittimo. Il sito rappresenta il primo esempio in Europa di un progetto di sviluppo urbano suddiviso da un'autorità pubblica all'interno di un quadro unitario e associato a un particolare sistema di "alloggi pubblici" in residenze private, come decretato dal Senato nel 1576. Il sito include un insieme di palazzi rinascimentali e barocchi lungo le cosiddette "strade nuove". I Palazzi dei Rolli offrono una straordinaria varietà di soluzioni diverse, raggiungendo un valore universale nell'adattarsi alle caratteristiche particolari del luogo e alle esigenze di una specifica organizzazione sociale ed economica. Offrono anche un esempio originale di rete pubblica di residenze private designate ad ospitare visite ufficiali. | 1211          |
| 46 | Longobardi in Italia: i luoghi del potere                                                                        |            | 7 beni in 5 regioni 46°05′39″N 13°25′59″E                                                      | 14 ha zona tampone 306 ha             | Culturale (ii), (iii), (vi)                 | 2011               | "Longobardi in Italia: i luoghi del potere" comprende sette gruppi di importanti edifici (tra cui fortezze, chiese e monasteri) sparsi per la penisola italiana. Essi testimoniano le alte realizzazioni dei longobardi, che migrarono dall'Europa settentrionale e svilupparono una propria cultura specifica in Italia, dove regnarono su vasti territori dal VI all'VIII secolo. La sintesi degli stili architettonici attuata dai longobardi segnò la transizione dall'antichità al Medioevo europeo, attingendo all'eredità dell'antica Roma, alla spiritualità cristiana, all'influenza bizantina e all'Europa settentrionale germanica. Il sito seriale attesta il ruolo dei longobardi nello sviluppo spirituale e culturale del cristianesimo medievale europeo, e in particolare del monachesimo. | 1318          |
| 43 | Mantova e Sabbioneta                                                                                             |            | Lombardia, Provincia di Mantova 45°09′34″N 10°47′40″E                                          | 235 ha zona tampone 2330 ha           | Culturale (ii), (iii)                       | 2008               | Mantova e Sabbioneta rappresentano due aspetti distinti della pianificazione urbanistica rinascimentale: Mantova mostra il rinnovamento e l'ampliamento di una città esistente mentre, a circa 30 km di distanza, Sabbioneta rappresenta l'attuazione delle teorie dell'epoca sulla progettazione della città ideale. La disposizione di Mantova è irregolare, con sezioni più regolari che mostrano diversi stadi della sua evoluzione fin dall'epoca romana, tra cui una rotonda dell'XI secolo e un teatro barocco. Sabbioneta, fondata nella seconda metà del XVI secolo sotto il dominio di Vespasiano Gonzaga Colonna, è una cittadina ascrivibile a un singolo periodo e ha una disposizione a griglia. Entrambe le città offrono testimonianze eccezionali delle realizzazioni urbane, architettoniche e artistiche del Rinascimento, collegate dalle visioni e azioni della famiglia Gonzaga. Le due città sono importanti per il valore della loro architettura e per il loro ruolo prominente nella diffusione della cultura rinascimentale. Gli ideali del Rinascimento, promossi dalla famiglia Gonzaga, sono presenti nella loro morfologia e architettura. | 1287          |
| 48 | Monte Etna |            | Sicilia, Provincia di Catania 37°45′22″N 14°59′48″E                                            | 19237 ha zona tampone 26220 ha        | Naturale (viii)                             | 2013               | Il Monte Etna è un sito emblematico, che comprende 19.237 ettari disabitati nella parte più alta del monte posto sulla costa orientale della Sicilia. Il Monte Etna è la montagna più alta dell'isola mediterranea e lo stratovulcano più attivo del mondo. La storia eruttiva del vulcano può essere fatta risalire a 500.000 anni fa, dei quali almeno 2.700 sono documentati. L'attività eruttiva quasi continua del Monte Etna continua a influenzare la vulcanologia, la geofisica e altre discipline delle scienze della Terra. Il vulcano accoglie anche importanti ecosistemi terrestri, comprese flora e fauna endemiche, e la sua attività lo rende un laboratorio naturale per lo studio dei processi ecologici e biologici. La varietà e l'accessibilità dei fenomeni vulcanici, come crateri sommitali, coni di scorie, flussi di lava e la depressione della Valle del Bove, hanno reso il sito una meta privilegiata per l'istruzione e la ricerca. | 1427          |
| 45 | Monte San Giorgio                                                                                                |            | Lombardia, Porto Ceresio (VA); sito transfrontaliero con la Svizzera 45°53′20″N 8°54′50″E      | 1089 ha zona tampone 3207 ha          | Naturale (viii)                             | 2010               | Monte San Giorgio, un'altura piramidale e boscosa accanto al lago di Lugano, è considerata la miglior documentazione fossile della vita marina nel periodo triassico (245-230 milioni di anni fa). La sequenza di strati registra la vita in un ambiente di laguna tropicale, riparato e parzialmente separato dal mare aperto grazie a una barriera corallina. All'interno di questa laguna prosperava una vita marina diversificata, con rettili, pesci, bivalvi, ammoniti, echinodermi e crostacei. Poiché la laguna era vicina alla terraferma, i resti includono anche rettili, insetti e piante terrestri, risultando una fonte estremamente ricca di fossili. | 1090          |
| 16 | Monumenti paleocristiani di Ravenna                                                                              |            | Emilia-Romagna, Ravenna 44°25′13.5″N 12°11′46.5″E                                              | 1,32 ha                               | Culturale (i), (ii), (iii), (iv)            | 1996               | Ravenna fu capitale dell'Impero romano nel V secolo e poi dell'Italia bizantina fino all'VIII secolo. Possiede una collezione unica di mosaici e monumenti paleocristiani. Tutti e otto gli edifici – il Mausoleo di Galla Placidia, il Battistero Neoniano, la Basilica di Sant'Apollinare Nuovo, il Battistero degli Ariani, la Cappella Arcivescovile, il Mausoleo di Teodorico, la Chiesa di San Vitale e la Basilica di Sant'Apollinare in Classe – furono costruiti nel V e VI secolo. Mostrano grande abilità artistica e includono una meravigliosa fusione di tradizione greco-romana, iconografia cristiana e stili orientali e occidentali. | 788           |
| 39 | Necropoli etrusche di Cerveteri e Tarquinia                                                                      |            | Lazio, Cerveteri (RM) e Tarquinia (VT) 42°00′25″N 12°06′07″E                                   | 21 ha zona tampone 5786 ha            | Culturale (i), (iii), (iv)                  | 2004               | Queste due vaste necropoli etrusche riflettono diversi tipi di pratiche funerarie dal IX al I secolo a.C. e testimoniano le realizzazioni della cultura etrusca, che in un periodo di nove secoli sviluppò la più antica civiltà urbana del Mediterraneo settentrionale. Alcune delle tombe sono monumentali, scavate nella roccia e sormontate da imponenti tumuli. Molte presentano incisioni sulle pareti, altre hanno affreschi di eccezionale qualità. La necropoli della Banditaccia a Cerveteri contiene migliaia di tombe disposte come edifici in una città, con strade, piazzette e quartieri. Il sito presenta tipi molto diversi di tombe: fosse scavate nella roccia, tumuli, e altre, anch'esse intagliate nella roccia, in forma di abitazioni con abbondanti dettagli strutturali, che offrono l'unica testimonianza esistente dell'architettura etrusca residenziale. La necropoli dei Monterozzi a Tarquinia contiene 6.000 sepolture scavate nella roccia. È famosa per le sue 200 tombe dipinte, le più antiche delle quali risalgono al VII secolo a.C. | 1158          |
| 53 | Opere di difesa veneziane tra XVI e XVII secolo: Stato da Terra-Stato da Mar occidentale                         |            | 3 beni in 3 regioni; sito seriale condiviso con Croazia e Montenegro 45°42′12″N 9°39′49″E      | 378,37 ha zona tampone 1749,62 ha     | Culturale (iii), (iv)                       | 2017               | Il sito consiste di 6 opere di difesa in Italia, Croazia e Montenegro, che si estendono per oltre 1.000 km tra la Lombardia in Italia e la costa adriatica orientale. Le fortificazioni presenti nello "Stato da Terra" proteggevano la Repubblica di Venezia dalle altre potenze europee a nord-ovest e quelle dello "Stato da Mar" proteggevano le vie marittime e i porti nel Mare Adriatico verso il Levante. Erano necessarie per sostenere l'espansione e l'autorità della Serenissima. L'introduzione della polvere da sparo portò a significativi cambiamenti nelle tecniche militari e nell'architettura, visibili nella progettazione delle fortificazioni alla moderna, che si diffusero in tutta Europa. | 1533          |
| 20 | Orto botanico di Padova                                                                                          |            | Veneto, Padova 45°23′57″N 11°52′50″E                                                           | 2,20 ha zona tampone 11 ha            | Culturale (ii), (iii)                       | 1997               | Il primo orto botanico del mondo fu creato a Padova nel 1545. Preserva ancora la disposizione originale: un'area centrale circolare, che simboleggia il mondo, circondata da un anello d'acqua. Altri elementi furono aggiunti successivamente, alcuni architettonici (entrate ornamentali e balaustre) e altri pratici (impianti di pompaggio e serre). Continua a servire il suo scopo originario di centro di ricerca scientifica. | 824           |
| 50 | Paesaggio vitivinicolo del Piemonte: Langhe-Roero e Monferrato                                                   |            | Piemonte, Province di Alessandria, Asti e Cuneo 44°36′31″N 7°57′49″E                           | 10789 ha zona tampone 76249 ha        | Culturale (iii), (v)                        | 2014               | Questo paesaggio comprende cinque distinte aree vitivinicole dagli scenari straordinari e il Castello di Cavour, un nome emblematico sia nello sviluppo dei vigneti sia nella storia d'Italia. Si trova nella parte meridionale del Piemonte, tra il fiume Po e l'Appennino ligure, e abbraccia l'intera gamma di processi tecnici ed economici relativi alla viticoltura e alla vinificazione che per secoli hanno caratterizzato la regione per secoli. Nell'area sono stati trovati pollini di vite risalenti al V secolo a.C., quando il Piemonte era un luogo di contatto e commercio tra gli etruschi e i celti; parole etrusche e celtiche, in particolare correlate al vino, si trovano ancora nel dialetto locale. Durante l'Impero romano, Plinio il Vecchio menziona l'area come una delle più favorevoli per la coltivazione della vite nell'Italia antica; Strabone ne ricorda le botti. | 1390          |
| 18 | Palazzo reale di Caserta con il parco, l'acquedotto di Vanvitelli e il complesso di San Leucio                   |            | Campania, Province di Caserta e Benevento 41°04′24″N 14°19′35″E                                | 87 ha zona tampone 111 ha             | Culturale (i), (ii), (iii), (iv)            | 1997               | Il complesso monumentale di Caserta, creato alla metà del XVIII secolo dal re borbonico Carlo III per rivaleggiare con Versailles e il Palazzo reale di Madrid, è eccezionale per il modo in cui unisce un magnifico palazzo al suo parco con giardini, oltre a boschi naturali, alloggi di caccia e una manifattura della seta. È un'espressione eloquente dell'Illuminismo in forma materiale, integrata, e non imposta, al contesto naturale. | 549           |
| 51 | Palermo arabo-normanna e le cattedrali di Cefalù e Monreale                                                      |            | Sicilia, Provincia di Palermo 38°06′39″N 13°21′11″E                                            | 6,24 ha zona tampone 483 ha           | Culturale (i), (ii), (iv)                   | 2015               | Situata sulla costa settentrionale della Sicilia, "Palermo arabo-normanna" include una serie di nove strutture civili e religiose risalenti all'epoca del Regno normanno di Sicilia (1130-1194): due palazzi, tre chiese, una cattedrale, un ponte, oltre alle cattedrali di Cefalù e Monreale. Nel loro insieme rappresentano un esempio di sincretismo socio-culturale tra le culture occidentale, islamica e bizantina sull'isola, che ha portato a nuovi concetti di spazio, struttura e decorazione. Rappresentano anche una testimonianza della fruttuosa coesistenza di persone di origini e religioni diverse (musulmana, bizantina, latina, ebraica, longobarda e francese). | 1487          |
| 30 | Parco nazionale del Cilento e Vallo di Diano con i siti archeologici di Paestum e Velia e la certosa di Padula   |            | Campania, Provincia di Salerno 40°17′00″N 15°16′00″E                                           | 159110 ha zona tampone 178101 ha      | Culturale (iii), (iv)                       | 1998               | Il Cilento è uno straordinario paesaggio culturale. Gli scenografici gruppi di santuari e insediamenti lungo i suoi tre crinali montuosi rappresentano in maniera vivida l'evoluzione storica dell'area: durante i periodi preistorico e medievale fu un crocevia importante non solo per il commercio, ma anche per l'interazione culturale e politica. Il Cilento costituì anche il confine tra le colonie greche della Magna Grecia e i popoli indigeni di etruschi e lucani. Qui si trovano i resti di due importanti città dell'antichità, Paestum e Velia. | 842           |
| 6  | Piazza del Duomo, Pisa                                                                                           |            | Toscana, Pisa 43°43′23″N 10°23′47″E                                                            | 8,87 ha zona tampone 254 ha           | Culturale (i), (ii), (iv), (vi)             | 1987               | Al centro di una vasta area erbosa, Piazza del Duomo ospita un gruppo di monumenti conosciuti in tutto il mondo. Questi quattro capolavori dell'architettura medievale - la cattedrale, il battistero, il campanile (la "Torre pendente") e il cimitero - hanno avuto una grande influenza sull'arte monumentale in Italia dall'XI al XIV secolo. | 395           |
| 21 | Portovenere, Cinque Terre e le isole (Palmaria, Tino e Tinetto)                                                  |            | Liguria, Provincia della Spezia 44°06′25″N 9°43′45″E                                           | 4689 ha                               | Culturale (ii), (iv), (v)                   | 1997               | La costa ligure tra le Cinque Terre e Portovenere è un paesaggio di grande valore scenico e culturale. L'assetto e la disposizione dei piccoli borghi e la modellazione del paesaggio circostante, nel loro superare i disagi di un terreno ripido e irregolare, racchiudono la storia continua dell'insediamento umano in questa regione nel corso dell'ultimo millennio. | 826           |
| 19 | Residenze della Casa Reale di Savoia                                                                             |            | Piemonte, Province di Torino e Cuneo 45°04′21″N 7°41′08.6″E                                    | 371 ha zona tampone 6931 ha           | Culturale (i), (ii), (iv), (v)              | 1997               | Quando nel 1562 Emanuele Filiberto, duca di Savoia, spostò la capitale a Torino, iniziò una vasta serie di progetti di costruzione (continuati dai suoi successori) per dimostrare il potere della casa regnante. Questo eccezionale complesso di edifici, progettato e abbellito dai principali architetti e artisti dell'epoca, si irraggia dal Palazzo reale, nella "Zona di comando" di Torino, fino a numerose residenze estive e ville di caccia nella campagna circostante. | 823           |
| 37 | Sacri Monti del Piemonte e della Lombardia                                                                       |            | 9 beni in 2 regioni 45°58′28″N 9°10′10″E                                                       | 91 ha zona tampone 722 ha             | Culturale (ii), (iv)                        | 2003               | I nove Sacri Monti nel Nord Italia sono gruppi di cappelle e altri elementi architettonici realizzati tra XVI e i XVII secolo e dedicati a diversi aspetti della fede cristiana. Oltre al loro simbolico significato spirituale, sono di grande bellezza grazie alla maestria con cui furono integrati nel circostante paesaggio naturale di colli, boschi e laghi. Ospitano inoltre importanti opere artistiche sotto forma di affreschi e statue. | 1068          |
| 40 | Siracusa e la necropoli di Pantalica                                                                             |            | Sicilia, Provincia di Siracusa 37°03′34″N 15°17′35″E                                           | 898 ha zona tampone 5519 ha           | Culturale (ii), (iii), (iv), (vi)           | 2005               | Il sito è composto da due elementi distinti contenenti resti straordinari che risalgono fino all'epoca greca e romana: la necropoli di Pantalica conta oltre 5.000 tombe scavate nella roccia vicino a cave di pietra a cielo aperto, la maggior parte delle quali risale a un periodo compreso tra XIII secolo e VII secolo a.C. Nell'area sono presenti anche resti di età bizantina, in particolare le fondamenta dell'Anaktoron. L'altro elemento del sito, l'antica Siracusa, include il nucleo della città, fondata come Ortigia dai greci di Corinto nell'VIII secolo a.C. Il sito, che Cicerone descrisse come "la più grande città greca, e la più bella di tutte", conserva resti come il tempio di Atena (del V secolo a.C., in seguito trasformato per fungere da cattedrale), un teatro greco, un anfiteatro romano, una fortezza e altro ancora. Molti resti testimoniano la tormentata storia della Sicilia dai bizantini ai Borbone, con in mezzo arabo-musulmani, normanni, Federico II e la dinastia Hohenstaufen, aragonesi e spagnoli. La storica Siracusa offre una testimonianza unica dello sviluppo della civiltà mediterranea per oltre tre millenni. | 1200          |
| 47 | Siti palafitticoli preistorici attorno alle Alpi                                                                 |            | 19 beni in 5 regioni; sito seriale condiviso con altri 5 Stati 47°16′42″N 8°12′27″E            | 274 ha zona tampone 3961 ha           | Culturale (iv), (v)                         | 2011               | Questo sito seriale, composto da 111 siti individuali, comprende i resti di insediamenti preistorici su palafitte situati nelle Alpi e nei loro dintorni, costruiti a partire dal 5000 al 500 a.C. lungo le rive di laghi, fiumi o zone umide. Gli scavi, condotti in alcuni dei siti, hanno fornito prove che offrono uno sguardo sulla vita nell'Europa alpina preistorica durante il neolitico e l'età del bronzo e sul modo in cui le comunità interagivano con il loro ambiente. Cinquantasei dei siti si trovano in Svizzera. Gli insediamenti costituiscono un gruppo unico di siti archeologici eccezionalmente ben conservati e culturalmente pregni, che rappresentano una delle fonti più importanti per lo studio delle prime società agrarie nell'area. | 1363          |
| 26 | Su Nuraxi |            | Sardegna, Barumini (VS) 39°42′21″N 8°59′29″E                                                   | 2,33 ha zona tampone 3,92 ha          | Culturale (i), (iii), (iv)                  | 1997               | Sul finire del II millennio a.C., nell'età del bronzo, sull'isola di Sardegna si sviluppò un particolare tipo di struttura difensiva, i nuraghi, di cui non esistono paralleli al mondo. Il complesso è costituito da torri difensive circolari a forma di tronco di cono costruite in pietra squadrata, con camere interne ad arco a mensola. Il complesso di Barumini, che fu ampliato e rinforzato nella prima metà del I millennio a.C. di fronte all'avanzata cartaginese, è il più pregiato e completo esempio di questa straordinaria forma di architettura preistorica. | 833           |
| 61 | Tradizioni funerarie nella preistoria della Sardegna: le domus de janas                                          |            | Sardegna 40°37′57″N 8°19′36″E                                                                  | 319,91 ha zona tampone 21828,17 ha    | Culturale (iii)                             | 2025               | Il sito seriale è un insieme di sepolture ipogee e necropoli situate in Sardegna, realizzate tra V e III millennio a.C. Questi siti riflettono la vita quotidiana e le pratiche funerarie delle comunità della Sardegna preistorica. Le domus de janas, o "case delle fate", sono tombe scavate nella roccia che riflettono pratiche funerarie, credenze spirituali ed evoluzione sociale delle comunità della Sardegna preistorica. Queste strutture presentano configurazioni complesse, decorazioni simboliche e motivi figurativi che testimoniano l'evolvere della relazione tra vivi e defunti in una società in transizione verso forme più complesse di organizzazione sociale. Rappresentano la manifestazione più ricca ed estesa dell'architettura funeraria ipogea nel Mediterraneo occidentale, esemplificando un fenomeno attestato da circa 3500 ipogei distribuiti su tutta l'isola. | 1730          |
| 38 | Val d'Orcia |            | Toscana, Provincia di Siena 43°04′N 11°33′E                                                    | 61188 ha zona tampone 5660 ha         | Culturale (iv), (vi)                        | 2004               | Il paesaggio della Val d'Orcia fa parte dell'entroterra agricolo di Siena. Quando, nel XIV e XV secolo, divenne parte della città-Stato, il territorio fu ridefinito e sviluppato per riflettere un modello idealizzato di buon governo e creare un quadro esteticamente piacevole. La particolare estetica del paesaggio, caratterizzata da pianure di gesso pianeggianti dalle quali si ergono colline quasi coniche sormontate da insediamenti fortificati, ha ispirato molti artisti, i cui dipinti hanno finito per esemplificare la bellezza dei paesaggi agricoli rinascimentali ben gestiti. Il sito comprende: un paesaggio agrario e pastorale che riflette innovativi sistemi di gestione del territorio; cittadine e paesi; case coloniche; la Via Francigena con le sue abbazie, taverne, santuari, ponti, etc. | 1026          |
| 5  | Venezia e la sua laguna                                                                                          |            | Veneto, Provincia di Venezia 45°26′03.5″N 12°20′20″E                                           | 70176,4 ha                            | Culturale (i), (ii), (iii), (iv), (v), (vi) | 1987               | Fondata nel V secolo e distribuita su 118 piccole isole, Venezia divenne una grande potenza marittima nel X secolo. L'intera città è uno straordinario capolavoro architettonico, in cui anche il più piccolo edificio contiene opere di alcuni dei più grandi artisti del mondo, come Giorgione, Tiziano, Tintoretto, Veronese e altri. | 394           |
| 60 | Via Appia. Regina Viarum                                                                                         |            | 4 regioni 41°17′33″N 13°15′45″E                                                                | 50742 ha zona tampone 41354 ha        | Culturale (iii), (iv), (vi)                 | 2024               | Lunga più di 800 chilometri, la Via Appia è la più antica e importante tra le grandi strade costruite dagli antichi romani. Costruita e manutenuta dal 312 a.C. al IV secolo d.C., in origine fu concepita come una strada strategica per la conquista militare, puntando verso l'Oriente e l'Asia Minore. In seguito, l'Appia offrì possibilità di sviluppo alle città attraversate; emersero nuovi insediamenti, agevolando la produzione agricola e il commercio. Il sito, costituito da 19 tratti, è un insieme pienamente sviluppato di opere ingegneristiche che illustrano l'avanzata abilità tecnica degli ingegneri romani nella costruzione di strade e infrastrutture e in vasti progetti di ingegneria civile e di valorizzazione territoriale, oltre a un'ampia serie di strutture monumentali, tra cui archi trionfali, terme, anfiteatri, basiliche, acquedotti, canali, ponti e fontane. | 1708          |
| 31 | Villa Adriana |            | Lazio, Tivoli (RM) 41°56′39″N 12°46′19″E                                                       | 80 ha zona tampone 500 ha             | Culturale (i), (ii), (iii)                  | 1999               | Villa Adriana a Tivoli è un eccezionale complesso di edifici classici, creato nel II secolo dall'imperatore romano Adriano. Unisce i migliori elementi del patrimonio architettonico di Egitto, Grecia e Roma nella forma di "città ideale". | 907           |
| 35 | Villa d'Este |            | Lazio, Tivoli (RM) 41°57′50″N 12°47′46.5″E                                                     | 4,50 ha zona tampone 7,00 ha          | Culturale (i), (ii), (iii), (iv), (vi)      | 2001               | Villa d'Este a Tivoli, con il suo palazzo e giardino, è tra le più notevoli e complete immagini degli aspetti più raffinati della cultura rinascimentale. Il suo innovativo disegno, insieme agli elementi architettonici nel giardino (fontane, bacini ornamentali, etc.), la rende un esempio unico di giardino italiano del XVI secolo. Villa d'Este fu uno dei primi "giardini delle meraviglie" e modello precoce per lo sviluppo dei giardini europei. | 1025          |
| 27 | Villa romana del Casale                                                                                          |            | Sicilia, Piazza Armerina (EN) 37°21′58″N 14°20′03″E                                            | 8,92 ha zona tampone 10 ha            | Culturale (i), (ii), (iii)                  | 1997               | L'utilizzo della campagna da parte dei romani è simboleggiato dalla Villa romana del Casale in Sicilia, centro di una vasta proprietà terriera, l'unità su cui si fondava l'economia rurale nella parte occidentale dell'impero. La villa è una delle più lussuose nel suo genere. È particolarmente degna di nota per la ricchezza e la qualità dei mosaici che adornano quasi ogni stanza; sono i mosaici in situ più pregiati del mondo romano. | 832           |
| 49 | Ville e giardini medicei in Toscana                                                                              |            | Toscana 43°51′28″N 11°18′15″E                                                                  | 125 ha zona tampone 3539 ha           | Culturale (ii), (iv), (vi)                  | 2013               | Dodici ville e due giardini sparsi nel paesaggio toscano compongono questo sito, che testimonia l'influenza che la famiglia Medici esercitò sulla cultura europea moderna tramite il patrocinio delle arti. Realizzate tra il XV e il XVII secolo, rappresentano un innovativo sistema edilizio in armonia con la natura, dedicato al tempo libero, alle arti e alla conoscenza. Le ville incarnano una forma e una funzione innovative, un nuovo tipo di residenza principesca distinto sia dalle fattorie dei ricchi fiorentini dell'epoca sia dalla forza militare dei castelli baronali. Le ville medicee costituiscono il primo esempio del legame tra architettura, giardini e ambiente e divennero un riferimento duraturo per le residenze principesche in tutta Italia e in Europa. I loro giardini e l'integrazione nell'ambiente naturale hanno contribuito a sviluppare l'apprezzamento del paesaggio caratteristico dell'Umanesimo e del Rinascimento. | 175           |

## Patrimoni per regione
| Regione               | Patrimoni propri | Patrimoni condivisi | Patrimoni totali |
| --------------------- | ---------------- | ------------------- | ---------------- |
| Valle d'Aosta         | —                | —                   | —                |
| Piemonte              | 3                | 2                   | 5                |
| Liguria               | 2                | —                   | 2                |
| Lombardia             | 4                | 6                   | 10               |
| Trentino-Alto Adige   | —                | 2                   | 2                |
| Veneto                | 6                | 3                   | 9                |
| Friuli-Venezia Giulia | 1                | 4                   | 5                |
| Emilia-Romagna        | 5                | 1                   | 6                |
| Toscana               | 7                | 1                   | 8                |
| Marche                | 1                | —                   | 1                |
| Umbria                | 1                | 1                   | 2                |
| Lazio                 | 3                | 3                   | 6                |
| Abruzzo               | —                | 1                   | 1                |
| Molise                | —                | —                   | —                |
| Campania              | 5                | 2                   | 7                |
| Puglia                | 2                | 3                   | 5                |
| Basilicata            | 1                | 2                   | 3                |
| Calabria              | —                | 1                   | 1                |
| Sicilia               | 7                | —                   | 7                |
| Sardegna              | 2                | —                   | 2                |